# Ridgways mees
Ridgways mees (Baeolophus ridgwayi) is een zangvogel uit de familie Paridae (echte mezen). Deze vogel is genoemd naar de Amerikaanse ornitholoog Robert Ridgway.

## Verspreiding en leefgebied
Deze soort komt voor in de westelijk-centrale Verenigde Staten en telt twee ondersoorten:
- B. r. ridgwayi: van zuidelijk Idaho tot Arizona, New Mexico en noordelijk Mexico.
- B. r. zaleptus: zuidoostelijk Oregon, oostelijk Californië en westelijk Nevada.